# خيط الوادي
خِيط الوَادِي هي قرية تقع بمعتمدية حفوز بولاية القيروان بالوسط التونسي، على الطريق الوطنية رقم 12، وهي تبعد عن مدينة حفوز بحوالي 10 كم. تعتمد في اقتصادها على الفلاحة السقوية وخاصة على الأشجار المثمرة وأساسا على المشمش المعروف بالشاشي]].
ويعتبر [[ المشمش |يعتبر الشاشي من أفخم وأجود أنواع المشمش على الإطلاق، و ويعود إنتاجه إلى بداية ثمانينات القرن الماضي حين قام الفلاح مبروك بن عبد الرحمان جبنوني بعملية تطعيم مزج فيها بين نوعين من المشمش (الكانانوس و العربي على الأرجح) فكان أن أثمرت الشاشي الذي يباع بأرفع الأسعار ويتزاحم لشراءه التجار. نضال الجبنوني
1. ↑  "المناطق الترابية (العمادات) حسب الولايات والمعتمديات". اطلع عليه بتاريخ 2024-11-30.